# 脱衣麻雀
脱衣麻雀（だついまーじゃん）とは、負けたものが衣服を脱ぐような取り決めをして行われる麻雀のこと。本項目では、主にコンピュータゲームの脱衣麻雀について解説する。

## 概要
一般にはコンピュータゲームの一種であり、コンピュータと麻雀で対戦した結果に応じて、主に女性のヌード画像が表示されるように設定されたものを指す。また、その多くはイカサマ技が使用できるなど、実際の麻雀よりゲーム的な誇張をされている。「脱がせ麻雀（ぬがせまーじゃん）」と呼ばれることもあるが、ゲーメストなどによって一般には「脱衣麻雀」の呼称が定着している。
現実の麻雀では、賭けに負けたものが身包みをはがれることがあり、また宴会の余興として行われることもある。1950年代には女性イカサマ師が対戦相手の気を逸らすために、衣服を脱ぐなどの戦術を使っていた記録が存在する。ただし、これらを当時から「脱衣麻雀」と呼称していたかは定かでない。
脱衣麻雀は、麻雀をモチーフとした脱衣ゲームの一種であり、他にも花札やトランプゲームをテーマにした脱衣ゲームも存在する。また、脱衣ゲームと呼ばれるコンピュータゲームの中には、ブロック崩しのブロックの代わりに衣服を崩す「脱衣ブロック崩し」や、陣取りゲームで陣取った部分の衣服が脱げる「脱衣陣取りゲーム」など、ゲームのシステムとして組み込まれたものも含まれることがある。
なお、欧米ではストリップ・ポーカーと呼ばれる脱衣ポーカーが、コンピュータゲーム史上において日本における脱衣麻雀と同様の地位を得ており、『Poker Ladies』（『麻雀学園』）のように脱衣麻雀ゲームの海外版をストリップ・ポーカーとして発売されたケースもあった。

## 解説

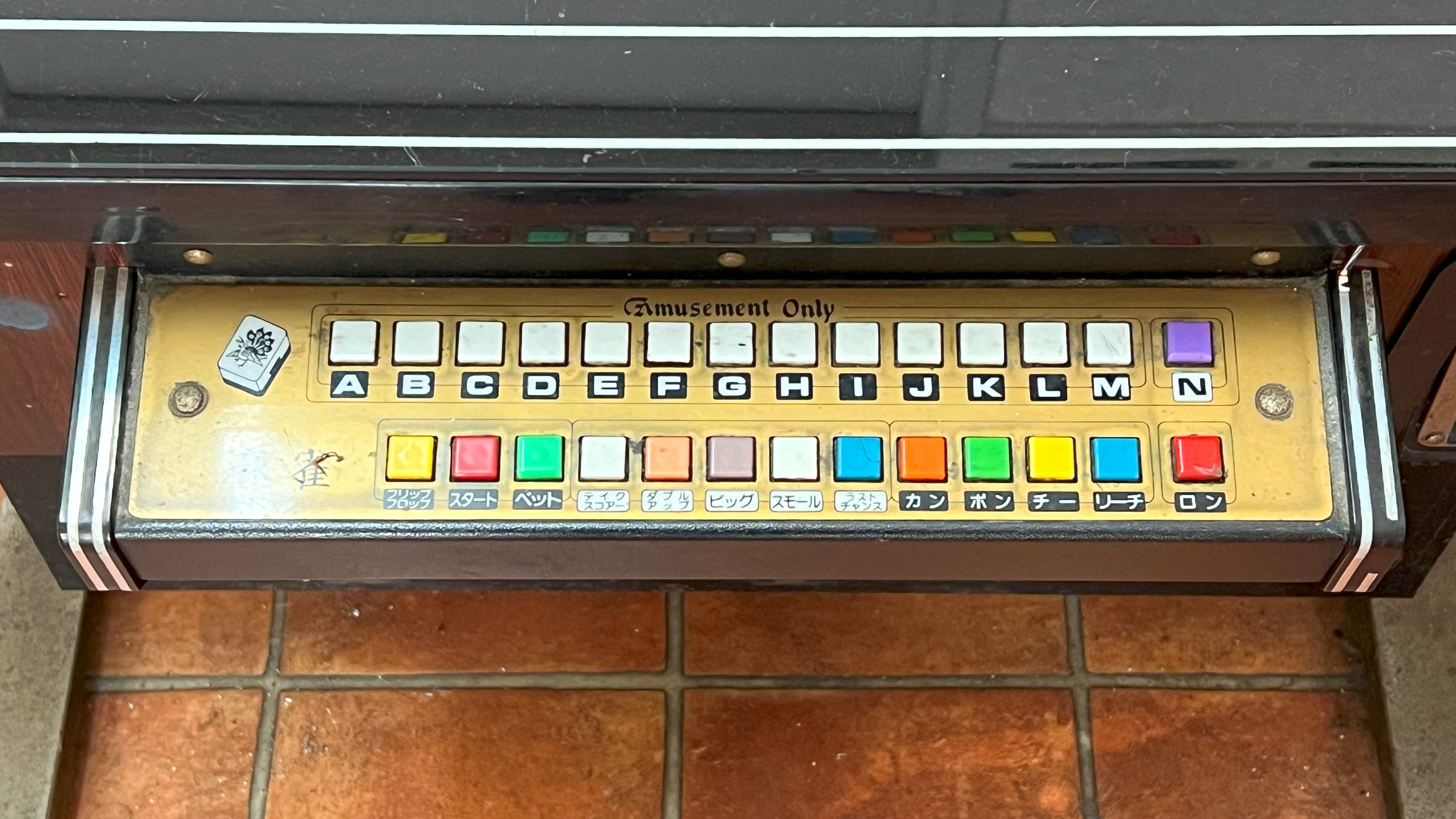
コントロールパネルの例

初期のコンピュータ麻雀ゲームは、単純にコンピュータと対戦するだけのものであり、特に業務用では勝てばゲームが延長され、負ければそこでゲームが終わるという、至極簡単なものであった。また、思考アルゴリズムもお粗末なものであったため、コンピュータ側はほぼ例外なくイカサマをしていた。このような麻雀ゲームは主にサラリーマンの暇つぶしに使われ、登場直後は大きな人気を得たものの、その人気が長く持続することはなかった。プレイヤーに継続して硬貨を投入させるためには、麻雀以外にもプレイヤーを惹きつける魅力が必要であったことから、脱衣麻雀というシステムが誕生した。着想の原点は、初期のパソコン用アダルトゲームとして存在した、野球拳と類似する。
脱衣麻雀はその多くが二人打ち形式であり、対戦相手が女性であることが多い。形式は大別すると、プレイヤーが和了するごとに相手が少しずつ衣服を脱ぎ捨てるものと、相手の持ち点がなくなると脱衣シーンとなるものの二種類がある。一枚ずつ脱いでいく形式では、コンピュータ側が和了すると相手が1枚服を着るものや、全ての衣服を着た状態に戻ってしまうものもある。更に両方の形式を併用し、和了すると少しずつ脱衣していき規定回数を和了するか、途中で相手の持ち点がなくなると最終脱衣シーンまで展開する脱衣麻雀も存在する。いずれの形式でも、プレイヤーの持ち点がマイナスになると、ゲーム終了となる。
脱衣麻雀も、初期の麻雀ゲームと同じくインカムを稼ぐための「イカサマ」をしているものが非常に多く、作品によってはコンピューター側が頻繁に役満を上がるものも存在し、ゲーム開始直後、コンピュータが親だった場合いきなり「天和」で上がられて即ゲームオーバーになるパターンも珍しくない。後にこの「コンピュータ側のイカサマ」を逆手に取り、「プレイヤー側はアイテムを使うとイカサマ技が使える」というゲームシステムを持つ作品も登場した。このように難易度は非常に高いものが多い。作品にもよるが、大きな役で上がる、基板の累計稼働時間、更にはコンティニューまでもが上昇要素になる作品もあるため、本来売りであるはずの脱衣要素に到達するのは困難を極めた。
表示される女性の画像は、CGによるものと実写画像を使用するものがある。CGを使用したものには、アニメ調のものと写実的なものがあり、写実的なものについては、発売当時に人気のあった実在のアイドルや女優などに似せたものが多く見られ、アニメ調のものについては、初期の頃のキャラクターデザインや原画はメーカーのデザイナーによる内製が多かったが、ハードの表現力の向上に伴い、著名な漫画家やアニメーターが手掛ける作品が増えた。実写画像を使用しているものでは、写真をスキャナーで取り込むなどした静止画像を使用しているものと、プレーヤーとゲームの基板を接続してビデオやDVDなどの映像を流すようにしたものが存在する。ビデオ映像を利用したものについては、既存のアダルトビデオの類を流用したものと、ゲーム用に撮り下ろしたものを使用したものがある。

## 脱衣麻雀の歴史

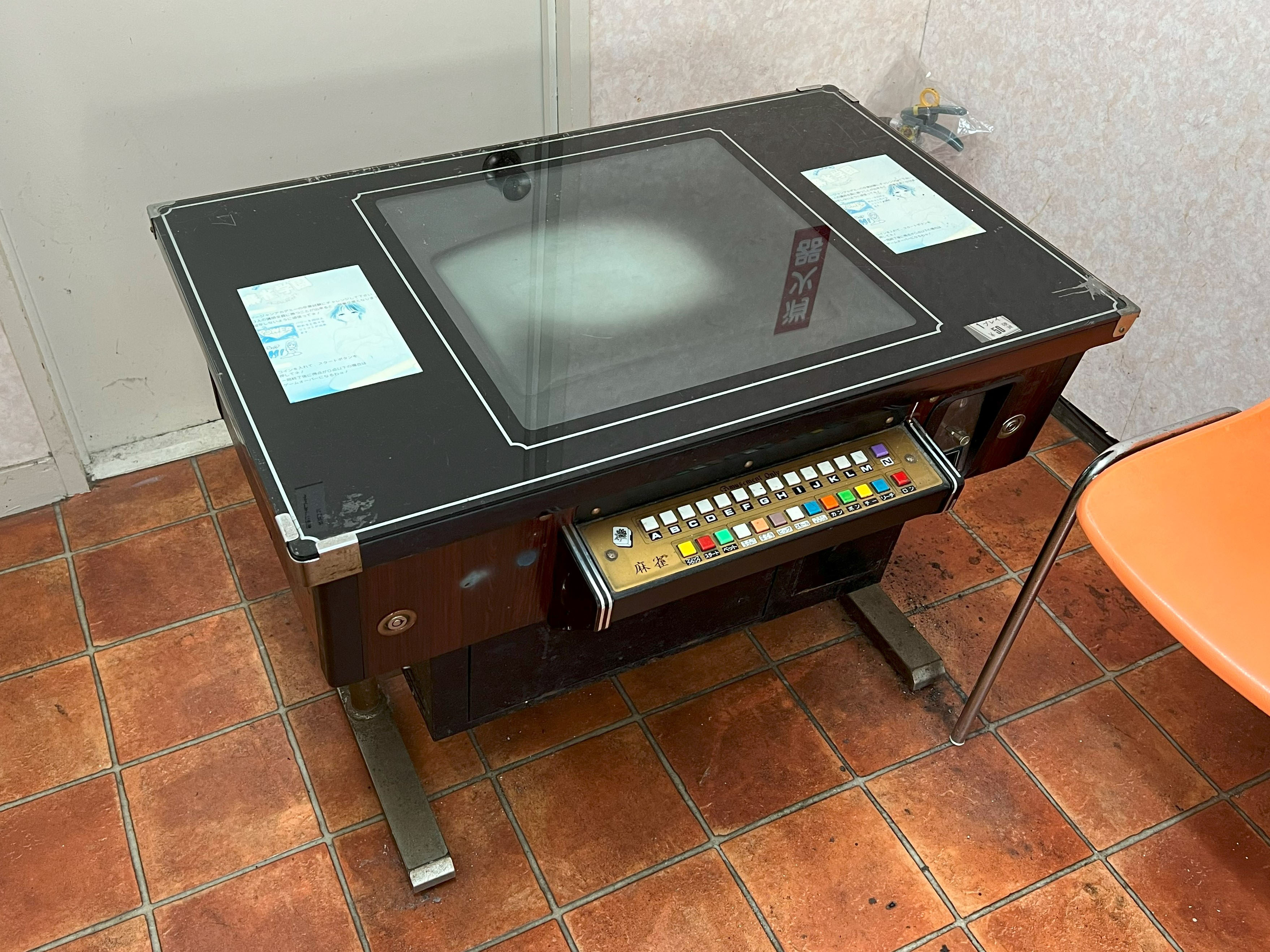
ゲームセンターに置かれたテーブル式の脱衣麻雀ゲーム筐体の典型例

### 黎明期
最初の脱衣麻雀ゲームは、1983年に日本物産が発売した業務用の『ジャンゴウナイト』である。同作にはプレイヤーが和了すると画面中央に小さく表示されたバニーガールが1枚ずつ衣装を脱いでいき、5連荘で全裸となるシステムが導入された。
当時、日本物産は業績の低迷に悩んでおり、直前に発売された三人打ち麻雀ゲーム『雀豪』にお色気要素を付与した同作を販売することで業績の回復を図った。また、日本物産は同作よりも前の1981年に発売した『フリスキー・トム』では、ゲームクリア後に女性の入浴シーンが表示され、ゲームが進むにつれて露出度が上がるシステムを採用している。その他では『麻雀先生』『ジョーカー麻雀』『麻雀ゴリラ』『竹取物語』など、いわゆるジャンピューター基板を改造したBETタイプの「ロイヤルマージャン」に脱衣要素を追加した亜種が多数登場した。
同人サークル・ONION softwareの代表を務めるおにたまは、当時ゲームセンターで稼働していた『ジャンゴウナイト』や『ナイトギャル』などに触発され、1984年にPC-8801用の同人ゲーム『まじゃべんちゃー/ねぎ麻雀』を発表する。同作は1986年12月にテクノポリスソフトから製品として発売され、以降もPC-9801やX1への移植や、リニューアル版の発売などが行われた。
同作はパソコン用の脱衣麻雀としては初期の作品であり、実際の麻雀では不正（イカサマ）とされている「積み込み」をパワーアップ要素として取り入れた最初期の作品としても知られている。
おにたまは2015年のブログの中で、ゲームバランスを調整するために「積み込み」を導入したことを明らかにしており、以降の業務用の脱衣麻雀においてこの要素が一般的になったことについては「短期決戦でテンポ良くゲームを進めるには、これも1つの方法だったのだと思います。」と推測している。
一方で、業務用の脱衣麻雀においては、実写映像を用いた「ビデオ麻雀」が主流となるが、映像が流れる時間はごくわずかである上、画質もあまりよくなかった。
たとえば、1987年に日本物産から発売された『セカンドラブ』は、アナログRGBで画像を表示可能な基板による実写ヒロインをうりとしていたものの、同時発色数が16色だったため、実写ヒロインの解像度は低かった。ライターの稲波は、低い解像度の中で実写ヒロインを用意することは画期的かつ衝撃的だったとしつつも、実写のヒロインとは別に用意されたアニメ調のキャラクターに人気が集まっていたことを指摘している。

### 発展期
1987年に、セタから業務用の『スーパーリアル麻雀PII』（前作『スーパーリアル麻雀PI』に脱衣シーンを追加したもの）が発売された。アニメーターの手による本格的なアニメーションが初めて採用され、プロの声優による音声も付加された。本作は大ヒットとなり、以後シリーズ化されて長きに渡り人気を博する。
1988年には、カプコンが開発した業務用『麻雀学園・卒業編』がユウガより発売され、あきまんがデザインした美少女たちやストレスフリーな対局システムが評判を呼んだ。企画した岡本吉起が語ったところによると、販売台数は17,000台を売り上げ、開発元のカプコンは倒産の危機を免れたとされている。また、同作では、脱衣シーンで「Hボタン」を連打すると、画面に表示された女性に悪戯をすることができたことも好評となり、以後他社製品にも同様のシステムを採用したものが多数見られるようになった。
同時期に日本物産から発売された業務用『麻雀刺客』は、稼働当時人気だったアニメをパロディしたようなキャラクターデザインが話題となった。
一方で、ハッカーインターナショナルをはじめとする会社からも、家庭用ゲーム機向けの脱衣麻雀が非公式に製作・販売されていた。また、業務用の脱衣麻雀においても、違法にコピーされた基板が市場に出回るケースもあった。たとえば、日本物産が開発し、三木商事から1988年に発売された『麻雀かぐや姫』は、中国では「姫麻雀」という名称で大ヒットしたものの、現地に出回っていた基板の大半が違法コピーであり、コピー基板のうち6000～7000枚は日本にも出回っていた。
1988年春、日本アミューズメントマシン工業協会（JAMMA）は過激な内容を含んだ脱衣麻雀のアーケード基板が流通していたことを突き止め、同年6月に性的表現を含むアーケードゲーム機の扱いを自粛するよう、会員に通達を出した。1989年、前年に発売された業務用ゲーム『麻雀学園2 学園長の復讐』をPCエンジン向けに移植した『麻雀学園 東間宗四郎登場』がフェイスより発売されたが、家庭用としては過激な表現が問題視され、半年後に修正版である『麻雀学園MILD』が再発売された。また、同時期に日本物産から発売された業務用ビデオ麻雀『AV麻雀 ビデオの妖精』の表現内容も、JAMMAと全日本アミューズメント施設営業者協会連合会（AOU）という二つの業界団体から問題視され、このうちJAMMAからは同組織の機械基準や前年の通達に違反していると判定された。さらに、同作には専用のビデオテープやビデオデッキとは別のものが使われているという指摘も寄せられており、兵庫県アミューズメントマシン・オペレーター協会は公序良俗に反するとして同作を設置しないという通達を出した。日本物産は、1990年2月2日に開かれたJAMMAの第4回理事会にて、JAMMAの規定に反するソフトを作らないことや市販のビデオを使えないようにするといった確約をし、理事会はこれで決着がついたと判断した。だが、日本物産はその後も脱衣麻雀の開発を続けた。1990年12月12日、日本SC遊園協会（NSA）とAOUは警察庁保安課から脱衣麻雀における性的表現の改善を求められたことを受け、その月のうちに会員へ通知を出し、JAMMAもそれに倣った。さらに、1991年にユウガから発売された業務用『麻雀スーパー○禁版（まあじゃんすーぱーまるきんばん）』も同様に業界団体から問題視され、AOUの第4回理事会の結果、同作は日本物産の『LD麻雀 マリンブルーの瞳』とともに「卑わいなTV麻雀ゲーム機」として緊急認定された。その結果、アーケードゲームにおける表現の自主規制がJAMMAやAOUを中心に進められた。そして1992年、日本物産は健全娯楽委員会の審査が進まないことを理由に、JAMMAから退会した。

### 転換期
1993年にスーパーファミコンで発売された『美少女雀士スーチーパイ』が業務用に逆移植され、同年12月『アイドル雀士スーチーパイSpecial』としてジャレコから発売された。原画に漫画家の園田健一を起用し、当時人気声優として知られていたかないみかの起用を前面に押し出した初のタイトルとなった同作品CD-ROMを媒体とする「次世代ゲーム機」への移植で更に人気を博し、以後シリーズ化してメディアミックス展開する。
同年、セタ・サミー・VISCOの3社共同で、NECのV60を採用したアーケードシステム基板「SSVシステム」が開発された。これを利用して『スーパーリアル麻雀PIV/同P7』（セタ）、『麻雀ハイパーリアクション/同2』（サミー）、『ラブリーポップ麻雀・雀々しましょ/同2』『ラブリーポップ花札・恋こいしましょ2』（VISCO）などが発売された。
1995年、ビデオシステムより業務用『対戦アイドル麻雀ファイナルロマンス2』が発売された。これは専用筐体を使用せずに対戦格闘ゲームと同様の通信対戦が可能となった、最初の脱衣麻雀である。以後業務用では対戦型の麻雀ゲームが次第に増加していく。
また、同じ年には、 エルフのアダルトゲームを原作とする『麻雀同級生』がメイクソフトウェアから業務用ゲームとして発売された。
1996年、脱衣麻雀のトップメーカーであった日本物産は完全にLD/CD麻雀へ移行し、以後CGを使用した脱衣麻雀の新規開発は行わなくなった。
1997年に彩京が発売した業務用ゲーム『対戦ホットギミック』では、対戦プレイに力点がおかれた。

### 衰退期
ゲームセンターにおいては1999年にJAMMAの規制が強化されたことによって、JAMMA加盟のメーカーによる脱衣系作品の新作が減少傾向になった。JAMMAの規制で脱衣系作品が発売できなくなったとする説もあったが、実際は1999年に施行された児童買春、児童ポルノに係る行為等の処罰及び児童の保護等に関する法律の影響によるものであり、2001年以降もミッチェルの『長江』やグレフの『どきどきアイドルスターシーカー』等の作品がリニューアルされたJAMMAの認可シールを貼られた上で発売されている。
1999年には『スーパーリアル麻雀VS』『アイドル雀士スーチーパイIII』『E雀さくら荘』が発売されるが、これらがそれぞれ業務用のタイトルとしては、各シリーズ最後の作品となる。
2006年の『対戦ホットギミック 未来永劫（みらいへゴー）』以降、JAMMA非加盟（または脱退）のメーカーによるDVDの実写映像を使用したもの以外は、業務用で目立った新作は発売されていなかった。2014年4月24日にNESiCAxLiveの配信タイトルとして『牌は逃さないッ、メンタンピン・ドラドララッ!』（ホビボックス）が実に8年振りにリリースされたが、脱衣は下着までに留まっている。
DVD麻雀は見かけ上、多数のタイトルが発売されているように見えるが、DVDによる映像ソースを入れ替えているだけでゲームの内容自体は全く変化がない。このため、今となってはゲームとしては非常にお粗末な代物となってしまい、これら脱衣麻雀の設置されていた場所は対戦を強く打ち出したタイトル（『兎-野性の闘牌-』など）や競技型オンライン麻雀（『麻雀格闘倶楽部』や『MJ』シリーズなど）に取って代わられるようになった。その結果、日本物産は2005年、CATSも2006年を最後にDVD麻雀の新作の発売が途絶えてしまっている。とはいえ、脱衣麻雀の命脈が完全に途絶えた訳では無く、2010年の秋に行われたタイトーのプライベートショーではNESiCAxLive対応作品である新作の脱衣麻雀の『3Dコスプレ麻雀』（先述の『牌は逃さないッ〜』の開発時のタイトル名）が参考出展されているので、現在のJAMMAの規制基準でも新作の脱衣麻雀が発表される可能性は残されている。
家庭用ゲーム機では、比較的表現の規制が緩やかであったPC-FXと3DOが短期間で衰退し、セガサターンで18歳未満禁止のソフトを認可しなくなって以降、業務用同様の表現はほぼ不可能となった。2004年にPS2用『ちゅ〜かな雀士てんほー牌娘』（ジェネックス）が発売されたが、CERO15歳以上対象ということもあって、女性の脱衣シーンは肌の露出面積がかなり少ない。2007年に発売された『アイドル雀士スーチーパイIV』はコスプレ麻雀に姿を変え、脱衣を放棄して着エロ的な表現を志向している。
家庭用の移植を封じられた影響は非常に大きく、元々海外展開が見込めない上に、開発コストの回収手段が封じられた状況での制作を続行するためにはDVD麻雀のような形態にならざるを得なかったものと思われる。DVD麻雀でもアニメーションによる脱衣表現は存在するが、独自にアニメーション制作を行うコストを回収できるようなジャンルではないことから、少ない1枚絵をスクロールさせるなどして動画の少なさをごまかした作品や、PCゲームからの移植がほとんどである。

### 現在
かつてのような脱衣麻雀が楽しめるプラットフォームは、一部のゲームセンターで稼働している旧作・パソコンゲームを除けば、パソコンのブラウザゲームかスマートフォンのアプリのいずれかといってよい状況となっており、これらは様々な運営業者の下で展開されているが、その多くは短期間でサービスを終了している。2014年12月には業務用及び家庭用のビッグタイトルの一つ、スーチーパイがブラウザゲームとして復活したが、約8か月でサービス終了した。
その一方で、2010年代後半から2020年代初頭にかけて、『スーパーリアル麻雀』シリーズなどのNintendo Switchへの移植が行われてきた。

## その他
記事中に記載された、JAMMAの表現規制の主な点としては、
- 露出度については、基本的に全裸は禁止で、特に下半身の性器の露出は不可である。また、画像はデータの段階で修正済みでなければならず、無修正の原画の上にスプライト機能などでモザイクやぼかしを入れる様な処理は不可である。このため、規制以降の商品に登場する脱衣シーンでは、ショーツを取らなかったりショーツを脱ぐ途中で演出が終了する、あるいはカット割りを工夫してモザイクやぼかしを入れる必要性そのものを回避した演出が多い。なお、全体的な露出度そのものは特に規制しておらず、ショーツ以外の着衣も脱がずに残すので露出度が低い、などというのは単に制作側の演出センスの問題であり、規制とは関係が無い。
- 直接的な性行為の描写は、基本的に自主規制されていたが、規制により明白に禁止された。
- それ自体が犯罪行為である描写、たとえば、強制猥褻や強姦のように受け取られかねない演出は不可。したがって規制後の作品では、プレイヤーに対して何らかの好意や恋愛感情を持った上で脱衣する、という風に受け取れる歪曲的な演出になっている。

などである。
「規制が厳しくなったので麻雀ゲームが廃れた」といわれることがあるが、もともとゲームセンターは、法律や条例に基づく夜間の入場規制や店舗の自主規制を除けば、基本的には年齢制限が掛っていない業態だという点に留意すれば、特段に厳しいものではない。また、規制前から麻雀ゲームメーカーも自主規制はしており、そもそもJAMMAの規制は、全てのゲームやマシーンの内容や構造から、店舗の運営まで広範な領域を対象としており、麻雀ゲームだけをことさら規制しているものではない。しかしながら、1999年の規約改正により「18禁」相当のゾーニングである「限定付き認可」自体が消滅している、即ち該当する内容のゲームが認可される余地が完全になくなったことの影響が皆無ともいえない。
一時期、麻雀ゲームが一定のシェアを持っていたが、これは
- 店舗側からすると、完成品の基板売りが原則にも関わらず、一般に基板の販売単価が安い。また、麻雀というゲームそのものは共通で、付加価値の部分のみで差別化しているため、店舗に長期間設置してもタイトルが陳腐化しづらいので、経営リスクが少ないとされること。
- 開発側からすると、麻雀ゲームは、古いハードウェアを使うことが多く、外部のイラストレーターも使わない場合は、開発に投ずるハードウェアや人的資源の投資が低く済むので、単価は安いものの一定数の販売が見込め、比較的に経営リスクが少ない。

という点で、双方にメリットがあったからである。
しかしながら、大手メーカー系列の店舗で家族連れや女性客への配慮をするようになったり、また一般のゲームでも十分収益になったりすると、麻雀ゲームに割り当てられる少ない席（筐体）の取り合いが起こった。その少ない席を求めて、タイトル間の競争・淘汰や、新製品投入による旧製品の淘汰・陳腐化という消費サイクルが生まれ、安くて経営的に安定しているというメリットが少なくなった。元々、脱衣麻雀は基板単価が他のジャンルよりも圧倒的に安く、なおかつ固定の客層による長期安定のインカムが見込められていたが、1990年代末期以降になると各社の汎用のマザーボード対応作品としてリリースされたため、『アイドル雀士スーチーパイIII』（NAOMI基板）や『対戦ホットギミック ミックスパーティー』（TAITO Type X）等になると基板単価が30万円以上になり、導入金額の回収が難しくなってしまった。また、それらの淘汰に勝ち残るために、近代的なシステム基板を使用したり、外部のイラストレーターを起用するようになると、開発費の点でもさほどメリットはなくなり、自然消滅的に廃れたという状況である（ちなみに、業務用ゲームの販売規模は、導入が容易なビデオゲームでも数千枚売れればヒット商品、という程度の規模である）。
現在では、テクノトップ（中日本プロジェクト）など、古参の一部メーカーが細々と事業を展開しているのみである。